# Iwan Czukanow
Iwan Afanasjewicz Czukanow (ros. Иван Афанасьевич Чуканов, ur. 1901 w guberni kurskiej, zm. 10 listopada 1938) – radziecki działacz partyjny, I sekretarz Komitetu Obwodowego WKP(b) w Tambowie (1938).

## Życiorys
Od 1919 członek RKP(b), żołnierz Armii Czerwonej, 1922-1924 inspektor tulskiej gubernialnej milicji robotniczo-chłopskiej, później funkcjonariusz partyjny. Od lipca do września 1937 II sekretarz Komitetu Obwodowego WKP(b) w Kalininie, od września 1937 do 15 marca 1938 I sekretarz Biura Organizacyjnego KC WKP(b) na obwód tambowski, od 19 marca do maja 1938 I sekretarz Tambowskiego Komitetu Obwodowego WKP(b), później szef Wydziału Sowchozów Owocowo-Warzywnych Ludowego Komisariatu Rolnictwa RFSRR. Od 12 grudnia 1937 deputowany do Rady Związku Rady Najwyższej ZSRR 1 kadencji. W 1938 represjonowany, 1956 pośmiertnie zrehabilitowany.